# Maria Vetulani (chirurg stomatolog)
Maria Vetulani, z domu Godlewska (ur. 16 października 1910 w Koninie, zm. 21 sierpnia 1995 w Poznaniu) – polska lekarka chirurgii stomatologicznej, doktor medycyny, działaczka społeczna w Dobrosołowiu i Poznaniu, uczestniczka polskiego konspiracyjnego ruchu oporu w czasie II wojny światowej.

## Życiorys

### Pochodzenie
Maria Godlewska urodziła się 16 października 1910 roku w Koninie. Była córką Jadwigi Godlewskiej z domu Porowskiej (1883–1948) oraz Jana Nepomucena Godlewskiego – ziemianina, działacza niepodległościowego, organicznika i społecznika (1865–1945).
Miała brata Władysława (1913–1939) – rolnika i hodowcę; oraz siostry Wandę (1920–1943) i Aleksandrę (1905–1969) – inżynier rolnictwa, projektantkę w Poznańskim Biurze Projektów Organizacji Gospodarstw Rolnych w Poznaniu, dyrektorkę Liceum Rolniczego w Grzybnie.

### Młodość

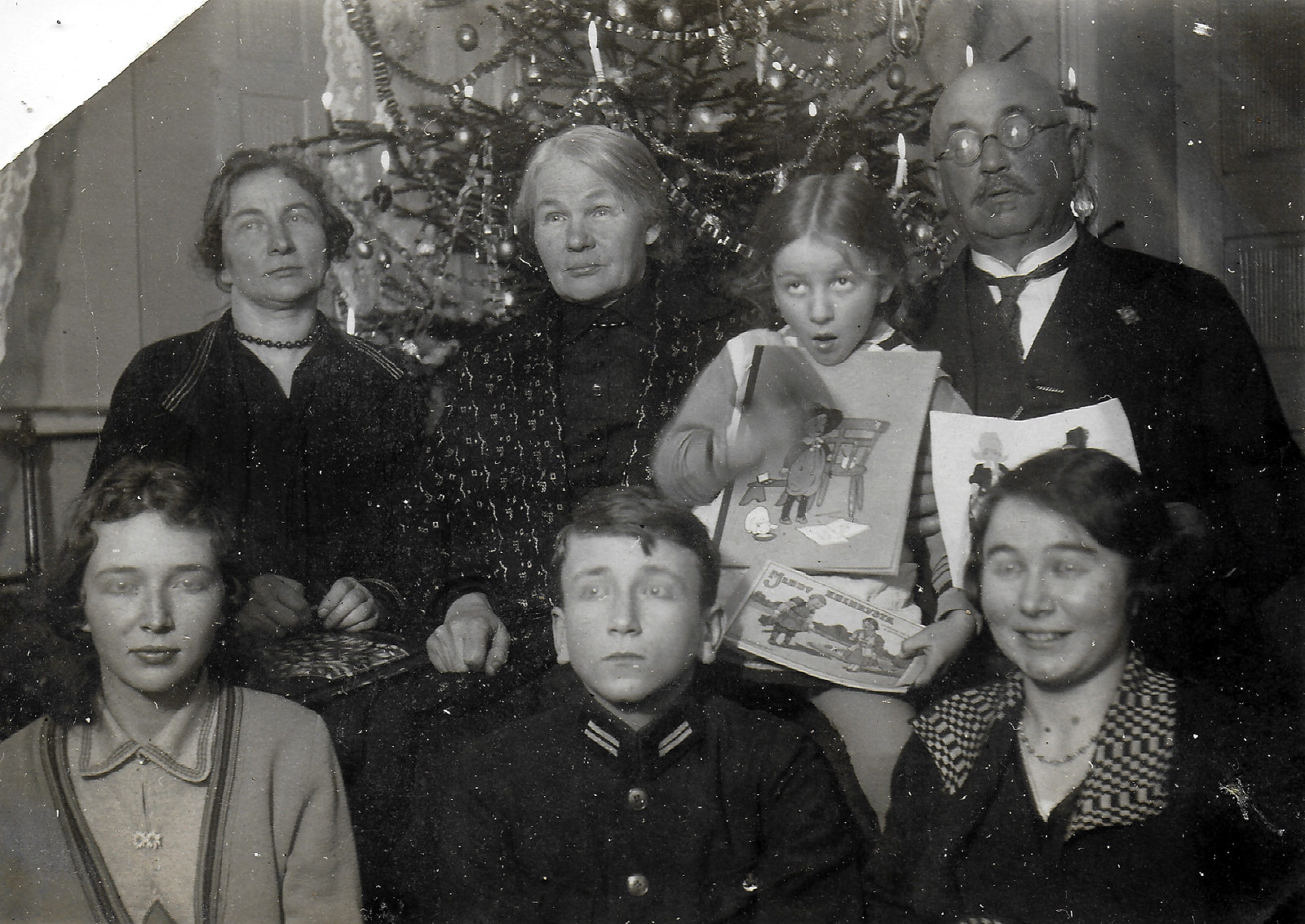
Rodzina Godlewskich, 1928

Podstawowe wykształcenie odebrała od indywidualnych nauczycieli w należącym do jej ojca majątku Cząstków. Następnie ukończyła Państwowe Żeńskie Gimnazjum im. Anny Jagiellonki w Kaliszu. W 1930 roku przebywała w Paryżu, biorąc udział w rocznym kursie języka francuskiego.
W grudniu 1938 roku, za radą ojca, ukończyła Akademię Stomatologiczną w Warszawie, uzyskując dyplom lekarza stomatologa. Podczas studiów związała się z warszawskimi grupami katolickich studentów.
Niezależnie od obranego kierunku studiów kształciła się muzycznie. W Warszawie pobierała lekcje u m.in. od Ady Sari i profesora Grzegorza Orłowa. Udało jej się wygrać konkurs na solistkę w I programie Polskiego Radia. W tym samym czasie została przyjęta na praktykę lekarsko-dentystyczną do Akademii Stomatologicznej w Warszawie. 1 września 1939 roku miała rozpocząć nową pracę w I programie Radia Warszawskiego. Wybuch II wojny światowej zniweczył jednak jej plany.

### II wojna światowa
W pierwszych miesiącach okupacji niemieckiej Maria Godlewska pracowała w gabinecie swego ojca. W czerwcu 1940 roku, na prośbę księdza Andrzejewskiego, proboszcza parafii Dobrosołowo, zajęła dwa pokoje plebanii, gdyż budynkowi groziło przekształcenie na szkołę niemiecką. Połowę plebanii stanowił odtąd gabinet dentystyczny i pomieszczenie mieszkalne dla Marii Godlewskiej oraz dla jej pomocnicy. Drugą część zajmował ksiądz i jego siostra. Duchowny po kilku miesiącach został aresztowany, a następnie osadzony w obozie koncentracyjnym, gdzie poniósł śmierć.
Część plebanii, niegdyś zajmowana przez księdza i jego siostrę, została z czasem zamknięta na klucz przez nazistów. Po dwóch dniach od zamknięcia przyjechał z Ostrowitem do Dobrosołowa Czesław Tomaszewski, członek ruchu oporu, który chciał wynieść z zamkniętej części gazety konspiracyjne. Z narażeniem życia Maria Godlewska pomogła Tomaszewskiemu włamać się do zamkniętej części plebanii i usunąć stamtąd pożądane rzeczy. Następnego dnia zjawiła się żandarmeria niemiecka, która obrabowała zamkniętą część budynku. Niemcy jednak, z powodu braku śladów włamań, nie zauważyli zniknięcia kilku przedmiotów.
W 1940 roku na plebanii zamieszkał doktor Nepomucen Godlewski i jego żona Jadwiga. W nowym miejscu zamieszkania Godlewscy prowadzili gabinet lekarsko-dentystyczny, w którym, jako lekarze Ubezpieczalni Społecznej, leczyli za darmo niezamożnych polskich pacjentów. Dużą część zarabianych pieniędzy, które przeważnie pochodziły od leczonych Niemców, przeznaczali na zakup potrzebnych paczek dla wysiedlonych Polaków, więźniów obozów jenieckich i koncentracyjnych. Maria Godlewska angażowała się również w pracę na rzecz podziemnego ruchu oporu m.in. przekazując tajne ulotki, wiadomości lub rozkazy.
Blisko dwa tygodnie po kapitulacji Niemiec Maria Godlewska przeznaczyła prawie wszystkie oszczędności na zorganizowanie paczek dla Polaków wysiedlonych z Warszawy po powstaniu warszawskim. Miała więc trudności, aby pochować niedawno zmarłego ojca. Dzięki doktorowi Pałysowi z Konina, który zorganizował na terenie powiatu konińskiego i słupeckiego kasę zapomogowo-pożyczkową dla lekarzy, rodzina Godlewskich mogła godnie pochować zmarłego doktora.

### Lata powojenne
Po śmierci ojca Godlewska przeniosła się wraz z matką do Giewartowa. Nie mogła już wrócić do Cząstkowa, gdyż Skarb Państwa 22 lutego 1945 roku przejął majątek po zmarłym Nepomucenie Godlewskim.
W Giewartowie Maria Godlewska przez krótki czas prowadziła gabinet dentystyczny. Następnie od 1 października 1945 roku mieszkała i pracowała w Gnieźnie jako dentysta kolejowy i szkolny. W styczniu 1948 roku przeprowadziła się do Poznania.
Od 1 stycznia 1948 roku, przez kolejne czternaście lat, pracowała jako starszy asystent dentystyczny w Akademii Medycznej w Poznaniu. W 1952 roku uzyskała stopień doktora medycyny na podstawie pracy klinicznej pod tytułem: Rola zakażenia ogniskowego w zapaleniu skórno-naskórkowym - praca oparta na przypadkach własnych. Pomimo dorobku naukowego, w tym doktoratu z medycyny ogólnej oraz kilkunastu prac opublikowanych w czasopismach zagranicznych i krajowych (m.in. w Czasopiśmie Stomatologicznym), nigdy nie doczekała się awansu na adiunkta, co było spowodowane wrogim nastawieniem władz PRL do jej ziemiańskiego pochodzenia. Na własną prośbę zrezygnowała z pracy w Akademii na rzecz lecznictwa otwartego.
Z powodu niskich dochodów była zmuszona otworzyć po 1952 roku prywatny gabinet lekarski, który, mimo otrzymanej w późniejszym czasie renty, prowadziła do 80 roku życia. Wzorem ojca Nepomucena Godlewskiego często leczyła za darmo, lub za symboliczną opłatą, niezamożnych pacjentów oraz organizowała wizyty i zabiegi medyczne w Poznaniu dla byłych pracowników ojca. Od 1 stycznia 1962 roku przez rok pracowała jako dentysta szkolny w Jeżycach – jednej z dzielnic Poznania. Od 1 stycznia 1963 roku, przez dziewięć kolejnych lat, pracowała jako chirurg stomatolog w Zespole Opieki Zdrowotnej Wilga Poznań.
W 1972 roku przeszła na emeryturę, jednak nadal prowadziła prywatny gabinet dentystyczny.
Interesowała się literaturą religijną oraz historią i kulturą Węgier, była członkinią komisji rewizyjnej Towarzystwa Przyjaźni Polsko-Węgierskiej. Jako osoba głęboko religijna aktywnie uczestniczyła w spotkaniach Klubu Inteligencji Katolickiej, a także w działaniach ruchu Pomocników Salezjańskich.

### Życie prywatne
5 czerwca 1949 roku wyszła za mąż za profesora Tadeusza Vetulaniego  – profesora i kierownika Katedry Hodowli Szczegółowej Zwierząt Akademii Rolniczej w Poznaniu. Miała z nim syna Zygmunta.

### Śmierć
Maria Vetulani zmarła 21 sierpnia 1995 roku w Poznaniu. Została pochowana na cmentarzu w Dobrosołowie.

## Odznaczenia
Za pracę na rzecz polskiej stomatologii i działalność społeczną otrzymała wiele odznaczeń, m.in.:
- Odznakę Honorową Miasta Poznania,
- Srebrną i Złotą Odznakę Polskiego Towarzystwa Stomatologicznego,
- Odznakę honorową „Za wzorową pracę w służbie zdrowia” przyznaną przez ministra zdrowia[1][2].